# 突破 (電視劇)
《突破》（英語：Breakthrough）是香港電視廣播有限公司製作的一套青春時裝劇，於1981年12月14日至1982年1月8日期間首播，全劇20集，監製招振強，領銜主演為陳百強、毛舜筠、翁靜晶、莊靜而等。這是陳百強擔任主角出演的唯一一部電視劇，亦是翁靜晶出演的第二部兼最後一部電視劇。 
無線電視於2003年出版了此劇的VCD，由11片光碟組成，并在當中附送1張陳百強主持的《周末激光之自成一格》VCD。

## 製作背景
陳百強與翁靜晶在1980年合作拍完電影《喝采》後，成為無所不談的好友，經常攜手出席各大活動，兩人外型養眼，被媒體形容為「金童玉女」。
電視劇《突破》的導演招振強原本屬意由陳百強及翁靜晶擔任此劇的男女主角。陳百強看過劇本后，非常喜歡戲里面凌柏基的角色，因為戲中故事是環繞著現今的社會問題，家庭環境的複雜，一般青年人的生活和多姿多采的愛情，同時他亦極力遊說翁靜晶加入演出，但翁靜晶因在邵氏有電影要拍，而且之前為無線電視拍《荳芽夢》時亦嚴重缺乏休息及睡眠時間，就推了這部戲，招振強為此便聯系了剛新婚後復出的毛舜筠，作為她復出後的第一部戲。但陳百強在得知翁靜晶不再參演後表示了極度失望並多次向翁靜晶埋怨，最後翁靜晶與招振強重新協調接拍，但毛舜筠早已確認出演而且是她的復出首劇，不宜更改。為此招振強唯有對劇情做出一些修改以加入翁靜晶的角色。
翁靜晶在2023年接受「明周」訪問時親自透露了一些《突破》的幕后故事：「開拍《突破》時，他（陳百強）第一時間來找我，想我做女主角，最初我推了，那時候拍完《荳芽夢》，因為我當時仍是童工，跟TVB說我必須要有時間睡覺和上學做功課，每天要給我8個小時還是10個小時休息，你知道後來真正拍攝，也不可以遵守那麼多的規限，經常都超時，我就愈拍愈忟憎，因為始終是小孩子，所以拍完《荳芽夢》之後，我就很不喜歡拍電視。」最後TVB找了毛舜筠配陳百強，但Danny時不時怨翁靜晶，問她為什麼要推，「最後我說好了，我拍了，但人家已經找了毛舜筠，那時候應該是她重出江湖，復出的首個劇，人家不可能換人，於是就把我的角色加了進去，做了六、七集就死了，要滾下山死，那套劇死得很戇居，叫做還了Danny的心愿，跟我拍一個電視劇。」
翁靜晶後來透露在大嶼山拍攝《突破》外景時，陳百強曾在晚上為她蓋被，再輕吻額頭說晚安，然後才下樓與其他男演員們聚會。
翁靜晶在2023年《光影裏的永恆回憶1——跨時空經典》一書中如此形容當時的情景：
（突破）開工期間，他倆出雙入對，無論外景與廠景皆黏在一塊，「這該是我倆關係最親密的時候。」
陳百強主唱了此劇的主題曲《突破》並特意創作了一首插曲《漣漪》，

## 故事
凌柏基（陳百強）、张永发（嚴秋華）、林國輝（黃德發）就读于男校中五D班，感情要好，经常与A班的同學針鋒相對。鄰校的簡慧（毛舜筠）與校花穎文（翁靜晶）是好友，基在一次偶然邂逅文後二人成為戀人，其實之前慧早已对基芳心暗许，見此情景慧只有将这份感情藏於心底，不久后文因故離世，令凌柏基悲痛欲绝，慧從旁鼓勵，更向他示愛。。。
梁慕蓮（白茵）不滿丈夫林昌（白文彪）酗酒爛賭，帶幼子林偉光（馮志豐）改嫁郭大勝（徐廣林），而大勝有子郭耀威（吳孟達）和女郭婉君（莊靜而），慕蓮長子輝反對母改嫁而影響學業。
輝暗戀高老師（傅玉蘭），發冒認輝寫情信給高，後被校方發現，輝與發被一併開除。其後輝在髮型屋工作，後來更在髮型設計比賽中奪冠。國輝和婉君一見鍾情，卻不知彼此身世，國輝受到後父阻撓，於是離家出走。
与此同时， 基的父親凌卓峰（馮淬帆）和母親劉雅媛（胡燕妮），因為鄭敏（劉敏儀）的介入而令家庭失和。同時基為了減輕母親負擔而出外兼職，期間為救其妹凌芝（霍潔貞）卻捲入一宗刑事案！基该如何在家庭和人生的困境中寻求自我的“突破”？

## 迴響
陳百強作曲並主唱的插曲《漣漪》隨後獲得1982年度港台「十大中文金曲」及無線「十大勁歌金曲」獎，日後亦成為香港樂壇其中一首最著名的情歌。

## 主題曲及插曲
| 歌曲                 | 主題曲/插曲 | 主唱   | 作曲   | 作詞   | 編曲   | 收錄專輯 |
| -------------------- | ----------- | ------ | ------ | ------ | ------ | -------- |
| 突破                 | 主題曲      | 陳百強 | 顧嘉輝 | 鄭國江 | 顧嘉輝 | 突破精選 |
| 漣漪                 | 插曲        | 陳百強 | 陳百強 | 鄭國江 | 顧嘉輝 | 突破精選 |
| 昨夜夢見你（清唱版） | 插曲        | 陳百強 | 陳百強 | 鄭國江 | 鍾肇峰 | 不再流淚 |

## 演員表
| 演員   | 角色   | 關係                                                                        |
| 陳百強 | 凌柏基 | 生長在中產家庭，經濟充裕，中學讀5B班，成績好，喜歡唱歌。                    |
| 毛舜筠 | 簡慧   | 凌柏基後期女友。 讀中四，家中全是女性，備受Auntie May和母親寵愛。           |
| 翁靜晶 | 鍾穎文 | 蚊蚊 凌柏基前期女友。 校花。                                                |
| 黃德發 | 林國輝 | 凌柏基的同學                                                                |
| 莊靜而 | 郭婉君 | 林國輝的女友。 中四學生，母親已死，父親再娶。父兄管束甚嚴，敢怒而不敢言。   |
| 馮淬帆 | 凌卓峰 | 凌柏基的父親。 在大公司工作十馀年，晉升至營業經理。家庭溫暖，經濟收入良好。 |
| 胡燕妮 | 劉雅媛 | 凌柏基的母親。 出身中等家庭，任新娘禮服公司業馀設計師，後改任全職設計師。   |
| 劉敏儀 | 鄭敏   | 凌卓峰的情人。 大公司高層。                                                 |
| 藍天   |        | 鄭敏父親                                                                    |
| 蘇杏璇 |        | 簡慧母親                                                                    |
| 李香琴 |        | 簡慧祖母                                                                    |
| 嚴秋華 | 張永發 | 凌柏基的同學。                                                              |
| 霍潔貞 | 凌芝   | 凌柏基的妹妹。                                                              |
| 白茵   | 梁慕蓮 | 林國輝母親                                                                  |
| 白文彪 | 林昌   | 林國輝父親                                                                  |
| 馮志豐 | 林偉光 | 林國輝弟弟                                                                  |
| 徐廣林 | 郭大勝 | 郭婉君父親                                                                  |
| 吳孟達 | 郭耀威 | 郭大勝兒子                                                                  |
| 傅玉蘭 | 高老師 |                                                                             |
| 周秀蘭 | 羅小菁 |                                                                             |

## 其他職員
- 服裝：吳少卿
- 錄音：黃仲全、周焯華、包文杰
- 燈光：陳浩意、馮賢

## 另見
- 陳百強《突破精選》專輯 （首次收錄主題曲《突破》及插曲《漣漪》）

## 電視節目的變遷
| 英屬香港無綫電視翡翠台 逢星期一至五晚上19:05-20:00 · （1981.12.14 - 1982.01.08） | 英屬香港無綫電視翡翠台 逢星期一至五晚上19:05-20:00 · （1981.12.14 - 1982.01.08） | 英屬香港無綫電視翡翠台 逢星期一至五晚上19:05-20:00 · （1981.12.14 - 1982.01.08） |
| -------------------------------------------------------------------------------- | -------------------------------------------------------------------------------- | -------------------------------------------------------------------------------- |
|                                                                                  | 突破 (電視劇)                                                                    |                                                                                  |
| 富貴榮華 （1981.11.16 - 1981.12.11）                                             | 新民間傳奇 （1982.1.11 - 1982.1.22）                                             |                                                                                  |